# Logan (Utah)
Logan è una città degli Stati Uniti d'America, capoluogo della contea di Cache nello Utah.
La città fu fondata nel 1859 dai Mormoni.
Qui si trova l'Università statale dello Utah fondata nel 1888.
Il giornale Morgan Quitno nel 2005 la dichiara la città più sicura degli Stati Uniti.